# Jan Golski
Jan Golski (Gulski) herbu Rola (zm. 1613) – kasztelan kamieniecki w 1613 roku, kasztelan halicki w latach 1605-1606, wojski trembowelski w 1597 roku.
Brat rodzony Stanisława Golskiego, wojewody podolskiego i ruskiego, kasztelana halickiego.
Był właścicielem m.in. Janowa Trembowielskiego, Buczacza, Podhajec i Czortkowa. W Janowie Trembowielskim wraz z małżonką Zofią z Zamiechowa erygował parafię rzymskokatolicką w 1611 roku. 
W czerwcu 1613 oświadczyła się w grodzie halickim Maria Mohylanka przeciw Janowi Golskiemu i Zofii Zamiechowskiej.
Został pochowany w podziemiach kościoła Trójcy Świętej w Podhajcach. Zofia z Zamiechowa kazała pochować się obok swego pierwszego męża Jana Golskiego w krypcie kościoła św. Trójcy Podhajcach.